# Néphropathie
Une néphropathie est une affection du rein en général, qu'il s'agisse d'un trouble fonctionnel ou lié à des lésions organiques du rein.

## Étymologie
Du grec ancien νεφρός (nephrós, rein) et du suffixe -pathie  aussi d'origine grecque utilisé pour désigner les maladies.

## Typologie
Toute maladie du rein étant une néphropathie, certaines incluent le terme dans leur nom comme la néphropathie diabétique, première cause d’insuffisance rénale terminale dans les pays occidentaux (25 à 50 % des patients arrivant en insuffisance rénale terminale) ; les néphropathies par anomalie du collagène IV dont le syndrome d'Alport particulièrement fréquent en Polynésie française ; la néphropathie glomérulaire, ou glomérulopathie, qui en présence d'inflammation devient glomérulonéphrite ; la néphropathie à Ig A ou Maladie de Berger ; la néphropathie hypertensive ; la néphrocalcinose (dépôts de phosphate de calcium ou d'oxalate de calcium dans le parenchyme), les néphropathies chroniques ; les néphropathies vasculaires ; les néphropathies interstitielles aiguës et chroniques qui regroupent une grande diversité de maladies affectant le tubule rénal par opposition aux glomérulopathies.

## Diagnostic
Le diagnostic standard d'une suspicion de maladie rénale inclut une étude des antécédents médicaux du patient, des examens, un test urinaire et une ultrasonographie rénale. 

## Traitement
Les traitements de la néphropathie se concentrent sur la gestion des symptômes, l'absence de progression de la maladie et le traitement des facteurs de co-morbidités.

### Dialyse
Voir article Dialyse

### Transplantation
Plusieurs millions de personnes à travers le monde souffre de néphropathie. Parmi elles, plusieurs ont besoin de dialyse ou de transplantation rénale si la maladie atteint une phase critique. Aux États-Unis, en 2008, 16500 personnes nécessitaient une transplantation rénale dont 5000 personnes sont morts la même année. Le faible nombre de donneurs a décidé certains pays comme l'Iran ou Singapour à rémunérer leurs citoyens qui donneraient volontairement leur rein, donnant ainsi une valeur monétaire aux reins. De plus, les transplantations via le marché noir représente une part mondiale de 5-10%, bien que ce soit illégale aux États-Unis. Pour être inclut dans la liste d'attente pour une transplantation, les patients doivent être référées par un médecin puis contacter un hôpital donneur. Une fois l'hôpital choisi, les patients doivent remplir un document pour prouver qu'ils sont apte à recevoir un transplantation et pour connaître le groupe sanguin et les facteurs antigéniques des leucocytes. Cela permet d'éviter le rejet du don,. 

## Pronostic
La néphropathie peut avoir de sérieuses conséquences si aucune action de contrôle n'est déclenché. Généralement, la maladie passe d'un état bénin a une forme sérieuse. Les reins perdent progressivement leurs différentes fonctions pour l'Homme.

## Recherche
Des recherches objectives avec des résultats probants sont nécessaires pour déterminer la sureté et l’efficacité de l'acupuncture pour le traitement de la douleur, de l'insomnie et de l'uraemic pruritus  (maladie chronique liée aux reins) chez des personnes sous dialyse.